# Afonsismo
O termo Afonsismo refere-se ao movimento no monarquismo Espanhol que apoiou a restauração de Afonso XIII da Espanha como Rei da Espanha após a fundação da Segunda República Espanhola em 1931. Os Afonsistas competiram com os monarquistas rivais, os Carlistas, pelo trono da Espanha.
Politicamente, antes de 1923, Afonso XIII e os seus partidários geralmente apoiavam a democracia liberal ao lado do tradicionalismo Católico com uma ala minoritária autoritária, incluindo o apoio à concepção de monarquia de Charles Maurras. Após a queda da monarquia, os Afonsistas começaram a adaptar elementos autoritários do Fascismo Italiano, da Action Française e do Integralismo Português à sua causa.
Após a queda da monarquia de Afonso XIII, os partidários dos Alfonsistas formaram a Renovación Española, um partido político monarquista, que detinha uma considerável influência económica e tinha simpatizantes no exército espanhol. A Renovación Española não conseguiu, no entanto, tornar-se um movimento político de massas. Afonso XIII havia alienado o partido político Union Monárquica Nacional, depondo Miguel Primo de Rivera como Primeiro-Ministro. Os Afonsistas receberam pouco apoio fora do seu grupo de apoiantes bem estabelecidos, enquanto os seus rivais, os Carlistas, cresceram para se tornarem num movimento de massas na Espanha. A Renovación Española cooperou com o partido fascista Falange, liderado por José António Primo de Rivera, na esperança de cooptá-lo como uma ferramenta para os objetivos do partido. Em 1937, os Afonsistas da Renovación Española uniram-se com a Falange, com os tradicionalistas Carlistas, e com a CEDA sob a diretriz de Francisco Franco para formar um Movimento Nacional unido na Guerra Civil Espanhola, conhecida como a Falange Tradicionalista Espanhola das Assembleias da Ofensiva Sindicalista Nacional (FET-JONS).